# Pyrus myloslavensis
Pyrus myloslavensis är en rosväxtart som beskrevs av Czarna och Antkowiak. Pyrus myloslavensis ingår i släktet päronsläktet, och familjen rosväxter. Inga underarter finns listade i Catalogue of Life.